# Список габар Российского императорского флота
В список включены все парусные габары (от нем. Gabarre или фр. Gabare), состоявшие на вооружении Российского императорского флота.
В российском флоте суда данного типа широкого распространения не получили. В конце XVIII века для нужд Черноморского флота было построено всего 4 габары. Три из четырёх русских габар относились к одному типу «Валериан». Использовались в качестве посыльных и транспортных судов в Азовском, Чёрном и Средиземном морях, а также принимали участие в войне с Францией 1798–1800 годов. Артиллерийского вооружения российские габары не несли.

## Легенда
Список судов представлен по алфавиту. Ссылки на источники информации для каждой строки таблиц списка и комментариев, приведённых к соответствующим строкам, сгруппированы и располагаются в столбце Примечания.
Таблица:
- Наименование — имя судна.
- Размер — длина и ширина судна в метрах.
- Осадка — осадка судна (глубина погружения в воду) в метрах.
- Верфь — место постройки судна.
- Год включения в состав флота — год спуска на воду и начала службы в составе флота.
- Дата вывода из состава флота — год завершения службы в составе флота.
- История службы — основные даты, места и события.
- н/д — нет данных.

Сортировка может проводиться по любому из выбранных столбцов таблицы, кроме столбцов История службы и Примечания.

## Габары Черноморского флота
| Название | Размер      | Осадка | Верфь                                           | Вх.  | Вых. | История службы | Прим.                                                     |
| -------- | ----------- | ------ | ----------------------------------------------- | ---- | ---- | --- | --------------------------------------------------------- |
| Валериан | 37,4 х 10,5 | 5      | Кичкасская верфь                                | 1790 | н/д  | С 1791 по 1798 год использовалась для грузовых перевозок между портами Чёрного моря. Принимала участие в войне с Францией 1798–1800 годов. В 1799 году также совершала плавания между черноморскими портами, затем доставила из Севастополя в Неаполь «секретные предписания» адмиралу Ф. Ф. Ушакову и порох на суда эскадры, а в следующем году вернулась в Севастополь. С 1801 по 1807 год выходила в плавания в Чёрное море, в том числе между Севастополем и Глубокой пристанью. | [ 1 ] [ 3 ] [ 4 ] [ 5 ] [ 6 ] [ 7 ]                       |
| Иосиф    | 37,4 х 10,5 | 5      | Кичкасская верфь                                | 1790 | 1804 | С 1791 по 1802 год использовалась для грузовых перевозок между портами Чёрного и Азовского морей. В 1803 и 1804 годах совершала плавания из Севастополя в Италию и Испанию. В октябре 1804 года прибыла в Севастополь из Испании с грузом скота и стала на карантин на рейде. 11 (23) октября 1804 года, снимаясь с якоря, внезапно налетевшим шквалом была выброшена на мель на выходе из Карантинной бухты. Во время кораблекрушения экипажу судна удалось спастись в полном составе, а сама габара позже была разобрана.                                                                      | [ 1 ] [ 3 ] [ 7 ] [ 8 ] [ 9 ] [ 10 ] [ 11 ] [ 12 ] [ 13 ] |
| Кичкасы  | 37,4 х 10,5 | 5      | Кичкасская верфь                                | 1790 | 1800 | С 1791 по 1802 год использовалась для грузовых перевозок между портами Чёрного и Азовского морей. Принимала участие в войне с Францией 1798—1800 годов. В 1799 году доставила грузы для эскадры адмирала Ф. Ф. Ушакова, находящейся в Средиземном море. В октябре 1800 года, во время доставки провизии и припасов для эскадры Ф. Ф. Ушакова из Николаева в Константинополь, попала в шторм. Во время шторма на судне были изорваны все паруса, поврежден руль и сломана фок-мачта, а само судно 3 (15) октября выброшено волнами на берег. Во время кораблекрушения погибло 12 челенов экипажа. | [ 1 ] [ 3 ] [ 9 ] [ 14 ] [ 15 ] [ 16 ] [ 17 ]             |
| Платон   | 33,6 х 9,5  | 4,6    | Сведений о месте постройки судна не сохранилось | 1790 | н/д  | В 1797 году габара поступила в состав Черноморского флота от Одесской экспедиции, в том же году на переходе из Одессы в Севастополь потеряла мачты. В 1797 году выходила в плавание в Чёрное море. В 1798 и 1802 годах совершала рейсы между Николаевом и Константинополем. Принимала участие в войне с Францией 1798–1800 годов. В 1799 году использовалась для доставки грузов из Севастополя на суда эскадры адмирала Ф. Ф. Ушакова, находящейся в Корфу и Мессине, после чего вернулась в Севастополь. С 1800 по 1806 год выходила в плавания в Чёрное море.                                 | [ 1 ] [ 3 ] [ 18 ] [ 19 ] [ 20 ]                          |

### Комментарии
1. ↑  Или «Святой Иосиф».
2. ↑  Груз состоял из пяти лошадей и восьмидесяти баранов.
3. ↑  Или «Кичкас».
4. ↑  По другим данным из Николаева.